# José Francisco Gana
José Francisco Gana López (Santiago, 13 de noviembre de 1791 - Santiago, 20 de enero de 1864) fue un militar y político chileno. Fue tío de José Francisco Gana Castro, comandante, senador y ministro. 
Se incorporó al ejército como subteniente del Regimiento del Reino en 1808. Se retiró del servicio en 1812, debido a que su padre fue apresado por los realistas y enviado a la cárcel del Callao; él lo acompañó y participó en la sublevación de los presos, la que fue sorprendida y se le sometió a tortura.

## Vida Militar
En 1820 se incorporó al ejército chileno y tomó parte de la Expedición Libertadora del Perú, en la que participó en varias acciones, alcanzando el grado de capitán. Después del triunfo de Yungay tomó parte en las campañas del Alto Perú y fue ascendido a sargento mayor.
En Chile, en 1825, le correspondió actuar en las guerrillas contra la banda de delincuentes rurales denominada "Los Pincheira". En 1826 acompañó a Ramón Freire a la campaña definitiva de Chiloé contra las tropas realistas, las que fueron derrotadas en Pudeto y Bellavista.

## Vida política
En 1827 se le nombró gobernador de Talca. En 1828 diputado al Congreso Constituyente y presidió la Cámara de Diputados ese año. Ese mismo año, en la revolución civil, estuvo en el ejército pipiolo dirigido por Freire y, después de la derrota de éste en Lircay, se dedicó a la agricultura.
Diputado por Elqui, La Serena y Coquimbo, en las elecciones parlamentarias de 1840, reelegido por Talca en 1843, cargo al que renunció siendo reemplazado por Ambrosio Aldunate Carvajal, luego reingresó al ejército como director de la Escuela Militar. Desde este cargo influyó para que el futuro novelista y sobrino suyo, Alberto Blest Gana, iniciara una breve carrera militar abandonada a los 25 años.
Elegido Diputado por Elqui, La Serena y Coquimbo en 1846, reelegido en 1849, este mismo año fue nombrado intendente de Atacama y en 1851 ministro de Guerra y Marina, cargo que ostentó hasta 1853.
Diputado por Copiapó, Chañaral y Freirina, en 1852, en las elecciones de 1855 fue elegido por Talca. En septiembre de 1856 volvió al ministerio de Guerra y Marina. Entre 1858 y 1860 viajó a Europa. A su regreso ejerció los cargos de consejero de Estado, ministro de la Corte de Apelaciones de Santiago y decano de la Facultad de Humanidades.